# Neotokyoº
Neotokyo (Estilizado como NEOTOKYO) es un videojuego de disparos en primera persona. Considerado como un juego "Stand-alone" debido a su alto contenido creado y personalizado especialmente, en realidad el juego fue creado como un mod de Half-Life 2 en un entorno futurista, estilo conocido como cyberpunk.
Fue desarrollado por el Estudio Radi-8, primer juego de la desarrolladora liderada por Justin "Grey" Harvey, y actualmente sin desarrollar ningún nuevo producto. 
Neotokyo fue lanzado al mercado el 3 de julio de 2009, y más tarde sería nominado por la plataforma Steam para Steam Greenlight el 4 de julio de 2014, con una aprobación por parte de la comunidad y una incorporación a la tienda de Steam el 16 de octubre de 2012, sin costo alguno.

## Gameplay
Neotokyo Utiliza una estructura de ronda similar a la de Counter-Strike, con un solo respawn entre rondas.
El jugador comienza la ronda con una elección entre tres clases distintas: Assalto, Soporte y Reconocimiento (Assault, Support, Recon) donde cada una tiene sus valores únicos de velocidad, salud, energía auxiliar, armamento y visión auxiliar.
El gameplay de Neotokyo suele ser lento y equilibrado, basado en la aproximación táctica, con jugadores generalmente siendo capaces de eliminar un enemigo con una ronda de fuego concentrado. El diseño de los mapas refleja esto, diseñados para que se den varias oportunidades de emboscadas y flanqueos (táctica militar para rodear y atacar a un enemigo desde un punto lateral de forma sorpresiva para lograr un ataque más eficaz).
Hay dos modos de juego: Deathmatch en Equipos (TDM), y Capturar El Fantasma (CTG) (basado en la idea de capturar la bandera (CTF)). En el modo de juego de Capturar El Fantasma, dos equipos compiten para tomar el Fantasma (un torso de gynoid) y llevarlo a una ubicación designada para el otro lado del mapa (que se encuentra en el spawn enemigo, diseñado así para sumar más posibilidades de encuentros entre los dos equipos). A diferencia del regular modo de capturar la bandera (CTF), un equipo también puede ganar la ronda  eliminando al equipo contrario. La ubicación exacta del ghost es siempre visible a todo el mundo, y el jugador que desea llevarlo debe tirar al suelo su arma primaria. Para equilibrar esta pérdida, el ghost al ser equipado le proporciona al jugador la ubicación de cualquier enemigo ubicado a 45 metros de él. Con esto se busca un trabajo en equipo para defender al portador del ghost, y crear un clima de constante comunicación y tácticas en ambos grupos, tanto para defender como para atacar eficientemente.

## Historia
Neotokyo se desarrolla en Tokio, aproximadamente 30 años en el futuro. Después de un fracaso en una propuesta para alterar la constitución japonesa para permitir un despliegue extranjero de soldados japoneses, un intento de golpe de Estado militar es ejecutado por facciones nacionalistas japonesas extremas en las Fuerzas de Autodefensa de Japón (también conocidas como Jieitai o JSDF por sus siglas en inglés).
En respuesta, el Primer ministro de Japón ordena operativos de inteligencia militar y crea un subgrupo de oficiales de policía del Ministerio de Interior al que se conoce como Fuerza de Seguridad Nacional (National Security Force) o NSF por sus siglas en inglés. Este subgrupo está integrado por fuerzas especiales, conocidas como Grupo Seis (Group Six), y su objetivo es buscar futuros intentos de golpe y mantener la ley en ambos terrenos nacional e internacional. Al poco tiempo, rumores emergen que una facción desconocida en el JGSDF (Fuerza Terrestre de Autodefensa de Japón) compuesta por unidades de élite llamadas "Jinrai" está preparando otro intento de golpe contra el gobierno. Según la información, los miembros de este grupo son del Grupo de Operaciones Especiales 43, feroces ultranacionalistas que buscan tener éxito con el golpe una vez más.
Este entorno de conflictos entre estas dos facciones, National Security Force (NSF) y el grupo de élite de JGSDF (Jinrai), pone el trasfondo para el juego.

## Banda sonora
La banda sonora de Neotokyo estuvo compuesto por Ed Harrison. Después de ser reclutado de un foro, contribuyó en el diseño de sonidos en una etapa temprana del juego antes de centrarse enteramente en la música. Un CD de banda sonora estuvo en venta a través de CD Baby. Después de vender 1000 copias físicas, lanzó el álbum como descarga digital libre.

## Desarrollo
Neotokyo ha estado en desarrollo desde octubre del 2004. Originalmente diseñado como mod para Unreal Tournament 2004 como un juego de modo deathmatch con puntos de captura, el juego cambiaría en el 2006 para ser parte del motor de Steam, conocido como Source Engine, por lo que el juego sería rediseñado desde su base y lanzado nuevamente en el 2009, con modificaciones tanto en el modo de juego como a nivel de gráficas.
El equipo completo que fue parte de Neotokyo fue el siguiente:
- Grey | Justin Harvey
- PushBAK | Leri Greer
- Gato | Sam Greer
- Deej | Jason Woronicz
- Operation Ivy  | Finn Allen
- Tatsur0  |  Brian Comer
- Filter Decay |  Jeffery Pitts
- KillahMo | Erik Grant
- Logic (0edit) | Edward Harrison
- Glasseater (Tester Líder)

Ghost in the Shell y Akira estuvieron citadas como fuentes principales de inspiración detrás del estilo de arte cyberpunk del videojuego.

## Recepción
Neotokyo fue presentado en la sección "Mod World"  de septiembre del 2009 de Game Informer.
El juego también ha sido presentado en la página web gamer Kotaku, donde este fue recibido con miradas y críticas muy positivas al ser declarado como un "juego completamente asombroso".
También ganó el segundo puesto en el 2008 en la categoría de "Upcoming Mod" de la reconocida página Mod DB.
En febrero de 2010, Neotokyo ganó el tercer puesto en la competición de Mod DB "Mod of the Year".
En agosto de 2012, Glasseater, el tester líder de Neotokyo, colocó una entrada para el juego en Steam Greenlight.
El juego se tornó rápidamente popular, colocándose dentro de los 15 
juegos más populares de Greenlight. En octubre del mismo año el juego se
aprobó por votos de la comunidad, siendo finalmente lanzado en el sitio
de Steam el 4 de julio de 2014.